# رونالد تورنر
رونالد تورنر هو سياسي كندي، ولد في 19 أغسطس 1915، وتوفي في 1965. انتخب عضو المجلس التنفيذي لمانيتوبا ‏.